# Rémy Belleau
Pour les articles homonymes, voir Belleau.
 (octobre 2016).
Si vous disposez d'ouvrages ou d'articles de référence ou si vous connaissez des sites web de qualité traitant du thème abordé ici, merci de compléter l'article en donnant les références utiles à sa vérifiabilité et en les liant à la section « Notes et références ».
Rémy Belleau, né à Nogent-le-Rotrou en 1528, mort à Paris le 6 mars 1577, est un poète français de la Pléiade.

## Biographie

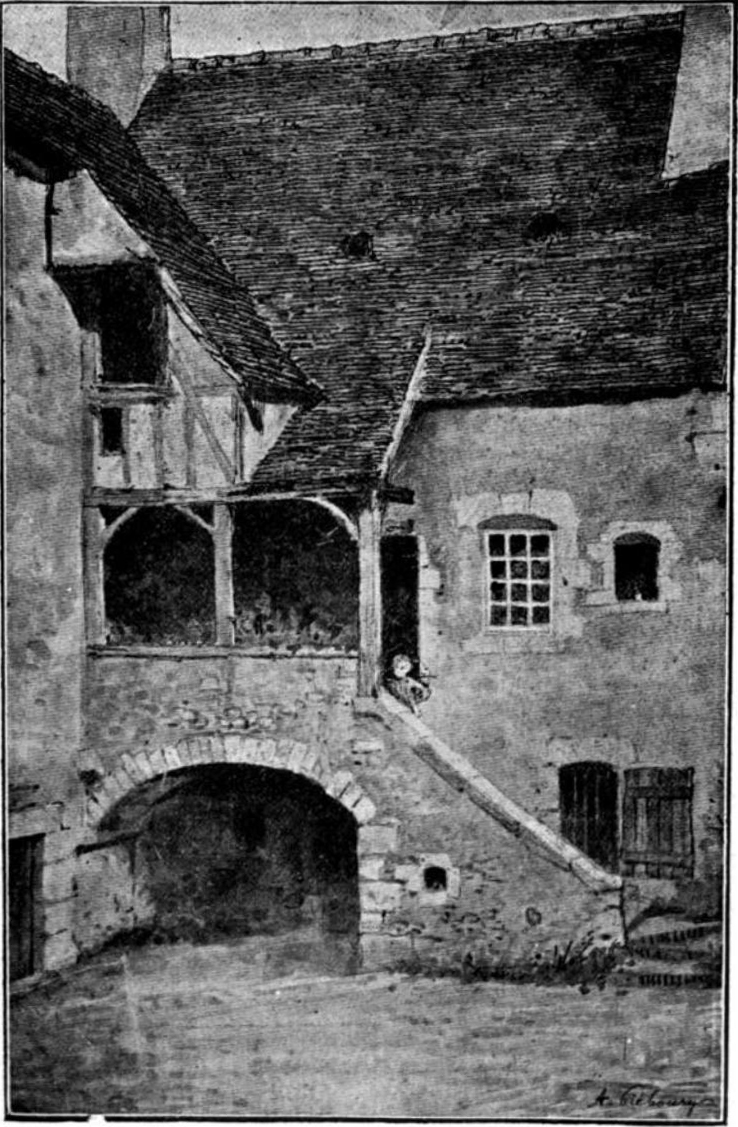
La maison de Rémy Belleau à Nogent-le-Rotrou (illustration de 1900).

Belleau a commencé ses études chez les moines de l’abbaye Saint-Denis à Nogent-le-Rotrou avant de les poursuivre, vers 1553, à Paris où il complète une formation dominée par l’amour de la poésie grecque. Intelligent sans surcharge d’érudition, il était avant tout un homme qui plaisait[réf. nécessaire]. 
Il rejoint bientôt le groupe du collège de Coqueret (Pierre de Ronsard, Antoine de Baïf, Joachim du Bellay), puis la Pléiade en 1554, avec les futurs membres de laquelle il avait participé à la Pompe du bouc en février 1553. Il publie en 1556 une traduction des Odes d’Anacréon : le succès de ce lyrisme léger est considérable. Bien qu’un peu sèche selon Ronsard, cette traduction vient enrichir la « Brigade » d’un nouveau style ; elle a pour elle la fidélité et l’exactitude qui en firent le succès[réf. nécessaire]. On lui doit également la traduction du Cantique des Cantiques et de l’Ode à l’Aimée de Sappho. De fait, Belleau est le premier traducteur français de la poétesse de Lesbos. 
La même année, Belleau célèbre dans les Petites Inventions fleurs, fruits, pierres précieuses, animaux et feront plus tard écho à la rage de l’expression de Francis Ponge.
Ses poèmes personnels manquaient encore d’originalité[réf. nécessaire] et il fallut attendre 1565 pour découvrir sa Bergerie, chef-d’œuvre de la poésie pastorale dont l’Avril dévoile un érotisme à fleur de sein.
De décembre 1556 à octobre 1557, il participe à l'expédition de Naples à la suite du duc de Guise. Y ayant connu le marquis d'Elbeuf, il devient, en 1563, le précepteur de son fils, Charles d'Elbeuf, alors âgé de 7 ans.
En 1576, paraissent Les Amours et Nouveaux Échanges des pierres précieuses, vertus et propriétés d’icelles. Cette œuvre, décrite comme une « épopée minérale » par R. Sabatier, raconte les propriétés des pierres, leur histoire, le mythe de leur origine en associant la symbolique des pierres aux interprétations philosophiques et scientifiques.
Selon certains le moins lyrique des 7 poètes de la Pléiade, le plus pudique aux dires d’autres, Rémy Belleau ne déborde  pas d’imagination et il imita plus qu’il ne créa, mais il demeure un orfèvre du verbe[réf. nécessaire]. Son talent élégant et facile le fit surnommer par ses contemporains le gentil Belleau.
Après avoir initialement penché pour la Réforme, l’auteur se rallie au parti des Guise, ses protecteurs, notamment René II de Lorraine-Guise.
Précepteur à Paris de Charles de Lorraine, il résidera jusqu’à sa mort (1577) à l’hôtel de Guise. Pierre de Ronsard qui faisait grand cas de Belleau, et l’appelait le Peintre de la nature, a rédigé son épitaphe :
Ne taillez, mains industrieuses
Des pierres pour couvrir Belleau,
Lui-même a basti son tombeau
Dedans ses Pierres Précieuses.

## Œuvre

### Œuvres poétiques

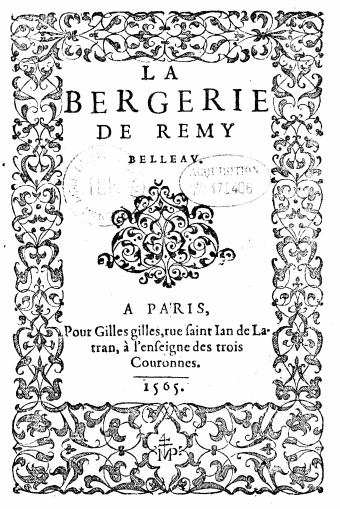
Page de titre de La bergerie, Paris, G. Gilles, 1565, 127 p. ; in-8.

Il a publié en 1565 un poème, la bergerie, dans le genre pastoral et les Amours et nouveaux échanges de pierres précieuses en 1576, un recueil qui associe la symbolique des pierres aux interprétations philosophiques et scientifiques. Certains de ses poèmes furent mis en musique par Pierre Cléreau. Ses Œuvres ont été réunies à Rouen en 1604, 2 volumes in-12 :
- Rémy Belleau, Chant pastoral de la paix, Paris, A. Wechel, 1559, 10 f. in-4 (BNF 30079763)
Chant pastoral de la paix sur Gallica ;

- Rémy Belleau, Épithalame sur le mariage de Monseigneur le duc de Lorraine et de Madame Claude, fille du roy, chanté par les nymphes de Seine et de Meuse, Paris, A. Wechel, 1559, 15 p. in-4 (BNF 30079764)
Épithalame sur le mariage de Monseigneur le duc de Lorraine sur Gallica ;

- Rémy Belleau (trad. Florent Chrestien), Sylva cui titulus Veritas fugiens ex R. Bellaquei gallicis versibus latina facta a Florente Christiano, Lutetiæ, ex officina R. Stephani, 1561, in-4° , 12 p. (BNF 30079773)
Sylva cui titulus Veritas fugiens sur Gallica ;

- Rémy Belleau, La bergerie (Texte en moyen français), Paris, G. Gilles, 1565, 127 p. ; in-8 (BNF 30079761)
La bergerie sur Gallica ;

- Les amours et nouveaux eschanges des pierres précieuses : vertus et proprietez d'icelles ; Discours de la vanité, pris de l'Ecclesiaste ; Eclogues sacrées, prises du Cantique des Cantiques, Paris, M. Patisson, 1576 ; Œuvres poétiques, éd. Ch. Marty-Laveaux, A. Lemerre, 1878, t. II (BNF 16507674), lire en ligne sur Gallica ;

- L'eschole de Salerne en vers burlesques. Et Poema macaronicum de bello huguenotico., traduit par Louis Martin  en 1660, Rouen chez Clement Malassis (BNF 30895996).

### Traductions
Rémy Belleau a traduit en vers :

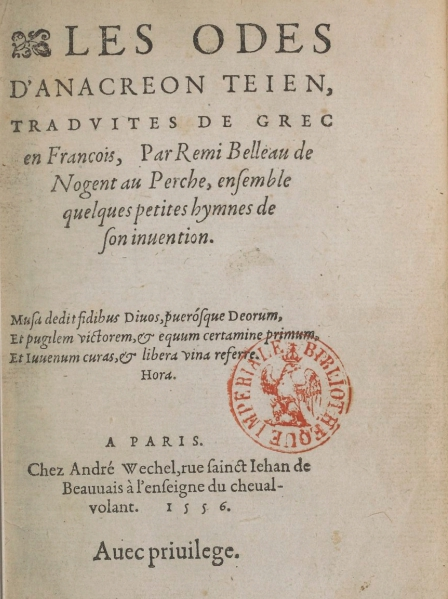
Page de titre des odes d'Anacréon, Paris, A. Wechel, 1556, 1 vol. ; in-8.

- Les odes d'Anacréon : traduites de grec en françois, par Rémy Belleau, ensemble de quelques petites hymnes de son invention (trad. Rémy Belleau), Paris, A. Wechel, 1556, 1 vol. ; in-8 (BNF 30017685)
Les odes d'Anacréon sur Gallica ;
- L' Ecclésiaste ;
- Le Cantique des cantiques.

### Œuvres dramatiques
Il jouait dans les pièces de son ami Jodelle et il a lui-même écrit une comédie intitulée la Reconnue, publiée en 1578.
- La Reconnue, comédie[5].

## Distinctions et honneurs
- Camille Saint-Saëns, Avril, poésie de Rémy Belleau mise en musique (1921) ;
- L'astéroïde (363504) Belleau a été nommé en son honneur ;
- Un lycée de sa ville natale, Nogent-le-Rotrou, porte son nom ;
- Chartres lui a attribué le nom d'une rue du faubourg La Grappe.